# Українське педагогічне товариство (Прага)
Українське педагогічне товариство у Празі (УПдТ) — засноване 31 грудня 1930 року за ініціативи викладачів Українського високого педагогічного інституту ім. М. Драгоманова під головуванням Степана Сірополка як продовження Філософсько-педагогічного товариства ім. Г. С. Сковороди (було засноване у Празі 1925 року). Мета — «студіювання питань з теорії і практики педагогіки, як рівно ж минулого й сучасного становища народної освіти на українських землях і на чужині».
Товариством були встановлені зв'язки з українськими педагогічними та культурно-просвітніми закладами Закарпаття, Галичини, Буковини, Канади; організовані наукові засідання пам'яті Петра Холодного, до 25-річчя київського «Світла», про шкільну реформу в Чехії, про розвиток освіти у Карпатській Україні, мовну проблему в школі тощо, на яких із доповідями виступали члени товариства, чеські вчені-педагоги — В. Пршігода, Стейскаль, закарпатські педагоги — Юлій Гуснай, Юліян Ревай. Товариством були розпочаті дослідження чеських і словацьких шкільних підручників з метою представлення в них матеріалів з українознавства.
1932 року УПдТ брало участь у Другому українському науковому з'їзді в Празі, під час якого Степан Сірополко очолював його філософсько-педагогічну підсекцію.
Серед іншого товариство вело практичну роботу по допомозі українським учителям — зокрема, сприяло працевлаштуванню в Закарпатті українських педагогів, випускників українських вищих шкіл Чехії.
Припинило свою діяльність з початком Другої світової війни.

## Видання
1932 року вийшов 1-й том «Праць УПдТ», який був присвячений історії та сучасному стану народної освіти на українських землях і в еміграції.